# Мягков, Иван Михайлович
Иван Михайлович Мя́гков (25 июля 1899, Томск — 29 августа 1991, Томск) — советский краевед, археолог, культуролог, этнограф, гляциолог, геолог, редактор.

## Биография
И.М. Мягков родился в г. Томске 25 июля 1899 года.
Его отец, Михаил Васильевич, работал гравёром в типографии Кононова, мать, Анна Степановна, более 20 лет заведовала Пушниковским детским приютом. За свой многолетний труд Анна Степановна в 1928 году была удостоена звания «Герой труда». Жена, Нина Петровна, дочь известного томского купца Безходарнова, заведовала кафедрой английского языка Томского технологического/политехнического института. Сын Евгений был сотрудником НИИ ядерной физики ТПИ. Дочь Наталия — работала в Томском государственном университете, на факультете иностранных языков.
С юношеских лет Иван Мягков собирал легенды и предания о томской старине. Например, в 1918 году, у села Кафтанчиково он записал легенду о Томе и Ушае.
В 1920 году вместе с друзьями выпускал студенческий археолого-исторический журнал «Тояново городище». Юношеское увлечение археологией и историей с годами переросло в горячую любовь к родному краю, определившую его профессиональную деятельность.
Август 1918 — декабрь 1919, в условиях Гражданской войны, был мобилизован в Сибирскую (томскую) армию адмирала Колчака — в звании рядового.
Находился в городе Томске при вхождении в него 5-й Красной Армии — здесь части колчаковской армии располагались на переформировании и не пытались оказывать сопротивление войскам большевиков, при этом многие солдаты и командиры Сибармии перешли в войска красных.
Декабрь 1919 — сентябрь 1920 годов — переход в состав Красной армия в качестве рядового красноармейца. Как образованный человек был откомандирован командованием на учёбу в Томский университет.
1920 год — избран членом Секции охраны памятников искусства и старины при Томском Губнаробразе. Будучи студентом, участвовал в раскопках Томского могильника. Найдено более 100 предметов (керамика, медная пряжка, фрагмент бронзового меча).
1 сентября 1920 года — принят в Томский государственный университет на факультет общественных наук. С этого момента и в период 1920—1926 гг. являлся студентом последовательно Томского, Ленинградского и Иркутского университетов по специальностям «история» и «география».
15 января 1921 года — назначен заведующим археологической секцией Губнаробраза.
16 июня 1921 года — командирован на раскопки обнаруженного скелета мамонта на станции Юрга Томской железной дороги. Им было привезено 12 отдельных частей костяка мамонта.
Работал над составлением первой археологической карты Сибири и участвовал в археологических экспедициях. Одна из них шла по следам находок у с. Подгорное Томской области: И.М. Мягков провёл научное обследование, о своих изысканиях рассказал сначала в статьях: «Находка на горе Кулайка» (Томск, 1927) и «Древности Нарымского края» (Томск, 1929), определив возраст найденных изображений, оружия и других предметов.
Эти работы положили начало  изучению истории народов, оставивших «кулайские древности». Оправдалось убеждение Ивана Михайловича Мягкова о значимости культур «типа Кулайки» в истории Урало-Сибирского региона.
В историю отечественной археологии И.М. Мягков вошёл как первый систематизатор и исследователь знаменитой кулайской культуры.
В 1922 году заведовал Томским Краевым музеем. В этой должности он пробыл недолгое время, так как после закрытия факультета общественных наук Томского университета переехал в Петроград для продолжения учёбы вместе со своим преподавателем и ректором Томского государственного университета Борисом Леонидовичем Богаевским (не прерывая связей с музеем).
В конце 1920-х гг., работая учёным секретарём Томского отделения Комитета Севера при ВЦИК, имел хорошие возможности для этнографических сборов. В 1930 году ему было поручено провести обследование хозяйственной жизни района Васюгана. В музей антропологии и этнографии в Ленинграде (МАЭ) поступило около 100 фотографий, относящихся к остякам реки Васюган. В 1931 года была опубликована научная статья И.М. Мягкова «Искусство Танну-Тувы» (Томск, 1931).
Одновременно, И.М. Мягков вёл большую просветительскую работу: в Томском краевом музее он организовывал выставки, готовил научные доклады, читал популярные лекции.
12 апреля 1923 году учёному И.М. Мягкову было выдано удостоверение руководителя экскурсий по этнографическому музею в экскурсионном отделении Политпросвета Петроградского губернского отдела народного образования.
Из командировки в Сургутский уезд и в томский Нарымский край для изучения быта местного коренного населения он привёз 35 предметов традиционной культуры юганских хантов и нарымских селькупов. Наибольший интерес в этих сборах представляют музыкальные инструменты юганских хантов. Один предмет (образец обуви) был сдал в Музей антропологии и этнографии («Кунсткамеру») в Петрограде.
В 1924 году был командирован Этнографическим отделом Русского музея на реки Юга и Салым (притоки р. Оби) для этнографических исследований и сбора коллекций.
Вернувшись в 1925 году в Томск, И.М. Мягков обратился к более углублённому исследованию Томского края.
31 января 1925 года — избран в совет Томского Краевого музея, членом которого состоял на протяжении 7 лет.
В 1930-е годы И.М. Мягков являлся помощником ректора Томского государственного университета по научной работе и читал лекции на Геолого-географическом факультете.
Сотрудничество с Томским Краевым музеем продолжалась до 1931 года.
В начале 1930-х гг. в Томске существовало несколько крупных геологических организаций, в том числе Томское отделение Западно-Сибирского геологического управления. При нём функционировало редакционно-издательское бюро, которое издавало материалы по геологии и полезным ископаемым Западной Сибири и Красноярского края: «Вестник Западно-сибирского геологического управления».
И.М. Мягков являлся сотрудником вышеуказанного бюро в 1931 году — по рекомендации Михаила Антоновича Усова, который впоследствии дал высокую оценку работе Мягкова «Морены ледников Белухи» (Томск, 1936), данная работа стала по-настоящему «классической» для геологов и географов, изучающих районы Горного Алтая.
До августа 1941 года И.М. Мягков работал редактором в бюро Западно-Cибирского геологического управления ответственным секретарём, членом комиссии по изданию труда «Геология СССР».
Через месяц после начала Великой Отечественной войны И.М. Мягкова назначили на должность начальника Томского отделения Западно-Сибирского геологического управления. В те годы территория Западно-Сибирской равнины не была обеспечена геологическими картами, было получено задание на государственную геологическую съёмку масштаба 1:1000000, которую выполняли ведущие сотрудники Томского государственного университета под руководством И.М. Мягкова.
В 1949 году «Вестник Западно-сибирского геологического управления» был закрыт в связи с «делом геологов». Благодаря заслугам И.М. Мягкова издание  вновь увидело свет в 1956 году. Приказом по Управлению он был назначен руководителем изданием «Атласа руководящих форм ископаемой фауны и флоры Сибири» и «Геологии Сибири».
В поздравительном «адресе» по случаю 90-летия И.М. Мягкова было отмечено, что за весь период работы им было подготовлено 248 отдельных изданий, в том числе «Вестники Западно-сибирского геологического управления», Новосибирского и Томского геологических управлений, 65 выпусков «Материалов по геологии Красноярского края», 15 выпусков «Новых данных по геологии и полезным ископаемым Западной Сибири». Далее говорилось: «Особое значение имеет Ваша инициатива в подготовке к изданию и издание уникального труда „Геологическая изученность СССР“».
И.М. Мягков: «Изучим же то, результатом чего являются все ныне живущие как в Сибири и даже в других местах света различные народности, изучим их прошлое. То, что можно сделать сегодня, нельзя откладывать на завтра. Нельзя для такой культурной страны, какой является Россия, под предлогом недостатка средств отказываться от разрешения многих проблем, связанных с прошлым, как России, так и мировой науки. В данном случае не только она заинтересована в этом, но также и вся мировая наука». 

## Награды
- медаль «За трудовую доблесть (СССР)»
- медаль «За трудовое отличие»
- медаль «За доблестный труд в Великой Отечественной войне 1941—1945 гг.»
- почётное звание «Ветеран труда ЗСГУ»